# La Soledad, Silao de la Victoria
La Soledad är en ort i Mexiko.   Den ligger i kommunen Silao de la Victoria och delstaten Guanajuato, i den centrala delen av landet, 290 km nordväst om huvudstaden Mexico City. La Soledad ligger 1 763 meter över havet och antalet invånare är 527.
Terrängen runt La Soledad är huvudsakligen platt, men åt nordost är den kuperad. Runt La Soledad är det ganska tätbefolkat, med 207 invånare per kvadratkilometer. Närmaste större samhälle är Silao, 4,4 km norr om La Soledad. Trakten runt La Soledad består till största delen av jordbruksmark.